# Persone di cognome Colonna
| Questa pagina contiene informazioni ricavate automaticamente dalle voci biografiche con l'ausilio del template Bio e di un bot. L'aggiornamento è periodico e automatico e ricostruisce completamente la pagina. Se manca una persona in questa lista, sei pregato di non aggiungerla, ma accertati piuttosto che la sua voce biografica contenga il template Bio e che i dati anagrafici siano correttamente compilati. Se il template Bio manca, inseriscilo tu stesso o, in alternativa, metti l'avviso {{tmp\|Bio}} che ne segnala la mancanza. Se i dati riportati sono sbagliati, correggi direttamente la voce biografica; le modifiche saranno visibili in questa lista entro pochi giorni. Per chiarimenti vedi il progetto antroponimi. La lista contiene solo le 87 persone che sono citate nell'enciclopedia e per le quali è stato implementato correttamente il template Bio. Pagina aggiornata al 7 ago 2025. |

Questa è una lista di persone presenti nell'enciclopedia che hanno il cognome Colonna, suddivise per attività principale.

## Archeologi(1)
- Giovanni Colonna, archeologo italiano (Roma, n. 1934)

## Attivisti(1)
- Yvan Colonna, attivista francese (Ajaccio, n. 1960 - Marsiglia, † 2022)

## Attori(2)
- Jerry Colonna, attore statunitense (Boston, n. 1904 - Woodland Hills, † 1986)
- Leo Colonna, attore e compositore italiano (Milano, n. 1957)

## Attrici(1)
- Ginevra Colonna, attrice italiana (Firenze, n. 1971)

## Calciatori(1)
- Dominique Colonna, calciatore e allenatore di calcio francese (Corte, n. 1928 - Corte, † 2023)

## Cantanti(1)
- Pierfranco Colonna, cantante italiano (Torino, n. 1945 - Torino, † 2001)

## Cardinali(18)
- Agapito Colonna, cardinale e vescovo cattolico italiano (Roma - Roma, † 1380)
- Antonio Branciforte Colonna, cardinale e arcivescovo cattolico italiano (Palermo, n. 1711 - Agrigento, † 1786)
- Ascanio Colonna, cardinale e vescovo cattolico italiano (Marino, n. 1560 - Palestrina, † 1608)
- Carlo Colonna, cardinale italiano (Roma, n. 1665 - Roma, † 1739)
- Giacomo Colonna, cardinale italiano (Roma - Avignone, † 1318)
- Giovanni Colonna, cardinale italiano (Roma - Avignone, † 1348)
- Giovanni Colonna, cardinale italiano (Roma, n. 1456 - Roma, † 1508)
- Giovanni Colonna, cardinale italiano (Roma - Roma, † 1245)
- Giovanni Colonna, cardinale italiano (Roma - Roma)
- Girolamo Colonna, cardinale e arcivescovo cattolico italiano (Orsogna, n. 1604 - Finale Ligure, † 1666)
- Girolamo Colonna, cardinale italiano (Roma, n. 1708 - Roma, † 1763)
- Marcantonio Colonna, cardinale italiano (Roma, n. 1724 - Roma, † 1793)
- Marcantonio Colonna, cardinale e arcivescovo cattolico italiano (Roma, n. 1523 - Zagarolo, † 1597)
- Pietro Colonna, cardinale italiano (Roma, n. 1260 - Avignone, † 1326)
- Pompeo Colonna, cardinale italiano (Roma, n. 1479 - Napoli, † 1532)
- Prospero Colonna, cardinale italiano (Roma - Roma, † 1463)
- Prospero Colonna, cardinale italiano (Marino, n. 1672 - Roma, † 1743)
- Stefano Colonna, cardinale italiano (Roma - Roma, † 1379)

## Chitarristi(1)
- Maurizio Colonna, chitarrista italiano (Torino, n. 1959)

## Ciclisti su strada(1)
- Federico Colonna, ex ciclista su strada italiano (Fucecchio, n. 1972)

## Compositori(1)
- Giovanni Paolo Colonna, compositore e organista italiano (Bologna, n. 1637 - Bologna, † 1695)

## Condottieri(5)
- Camillo Colonna, condottiero italiano (Roma - Roma, † 1558)
- Fabrizio Colonna, condottiero italiano (n. 1525 - Viadana, † 1551)
- Ludovico Colonna, condottiero italiano (n. 1390 - Ardea, † 1436)
- Sciarra Colonna, condottiero italiano
- Vespasiano Colonna, condottiero italiano (Paliano, † 1528)

## Cuochi(1)
- Antonello Colonna, cuoco e personaggio televisivo italiano (Roma, n. 1956)

## Danzatori(1)
- Crash Kid, ballerino italiano (Roma, n. 1971 - Milano, † 1997)

## Editori(1)
- Nico Colonna, editore e direttore artistico italiano (Milano, n. 1956)

## Filologi(1)
- Aristide Colonna, filologo classico e grecista italiano (Fiumefreddo Bruzio, n. 1909 - Roma, † 1999)

## Generali(2)
- Marcantonio II Colonna, generale e ammiraglio italiano (Lanuvio, n. 1535 - Medinaceli, † 1584)
- Prospero Colonna, generale italiano (Lanuvio, n. 1452 - Milano, † 1523)

## Militari(2)
- Egidio Colonna, militare e patriarca cattolico italiano (Roma, n. 1606 - Roma, † 1686)
- Pirro Colonna, militare italiano (n. 1500 - † 1552)

## Monaci cristiani(1)
- Pietro Colonna, monaco cristiano, teologo e orientalista italiano (Galatina, n. 1460 - Roma, † 1540)

## Naturalisti(1)
- Fabio Colonna, naturalista e botanico italiano (Napoli, n. 1567 - Napoli, † 1640)

## Nobildonne(1)
- Flaminia Colonna, nobildonna italiana (Roma, † 1633)

## Nobili(21)
- Odoardo Colonna, nobile e condottiero italiano
- Vittoria Colonna de Cabrera, nobile italiana (Marino, n. 1558 - Medina de Rioseco, † 1633)
- Antonio Colonna, conte di Albe, nobile italiano († 1472)
- Ascanio I Colonna, nobile italiano (Napoli, n. 1500 - Napoli, † 1557)
- Caterina Colonna, nobile italiana († 1438)
- Costanza Colonna, nobile italiana (n. 1556 - † 1626)
- Fabrizio I Colonna, nobile e condottiero italiano (Roma, n. 1460 - Aversa, † 1520)
- Filippo I Colonna, nobile italiano (Roma, n. 1578 - † 1639)
- Filippo II Colonna, nobile italiano (Roma, n. 1663 - Roma, † 1714)
- Isabella Colonna, nobile italiana (Fondi, n. 1513 - Napoli, † 1570)
- Lorenzo Onofrio Colonna, VIII principe di Paliano, nobile italiano (Palermo, n. 1637 - Roma, † 1689)
- Lorenzo Onofrio Colonna, conte dei Marsi, nobile e condottiero italiano (n. 1356 - † 1423)
- Marcantonio III Colonna, nobile romano (Roma, n. 1575 - † 1595)
- Marcantonio IV Colonna, nobile italiano (Roma, n. 1595 - † 1611)
- Marcantonio I Colonna, nobile e condottiero italiano (Salerno, n. 1478 - Milano, † 1522)
- Marcantonio V Colonna, nobile italiano (n. 1609 - Roma, † 1659)
- Muzio Colonna, nobile e condottiero italiano (Fermo, † 1516)
- Paola Colonna, nobile italiana (Genazzano, n. 1380 - Piombino, † 1445)
- Stefano Colonna il Vecchio, nobile italiano († 1348)
- Vittoria Colonna, nobile e poetessa italiana (Marino - Roma, † 1547)
- Vittoria Colonna Malatesta, nobile italiana (n. 1407 - Paliano, † 1464)

## Pittori(2)
- Angelo Michele Colonna, pittore italiano (Rovenna, n. 1604 - Bologna, † 1687)
- Umberto Colonna, pittore italiano (Bari, n. 1913 - Bari, † 1993)

## Poeti(1)
- Crisostomo Colonna, poeta, umanista e politico italiano (Caggiano, n. 1455 - Napoli, † 1539)

## Politiche(1)
- Catherine Colonna, politica e diplomatica francese (Tours, n. 1956)

## Politici(4)
- Gabriele Colonna di Cesarò, politico italiano (Joppolo Giancaxio, n. 1841 - Livorno, † 1878)
- Flavio Colonna, politico italiano (Bologna, n. 1934 - † 1982)
- Luigi Colonna, politico italiano (Bari, n. 1927 - Bari, † 1998)
- Piero Colonna, politico italiano (Roma, n. 1891 - Roma, † 1939)

## Presbiteri(1)
- Celio Colonna, presbitero italiano (Altamura, † 1799)

## Principi(1)
- Marcantonio VII Colonna, principe italiano (Roma, n. 1881 - Roma, † 1947)

## Religiose(2)
- Margherita Colonna, religiosa italiana (Palestrina, n. 1255 - Palestrina, † 1280)
- Maria Antonia Colonna, religiosa italiana (Palermo, n. 1634 - Marino, † 1682)

## Religiosi(2)
- Francesco Colonna, religioso italiano (Venezia, n. 1433 - † 1527)
- Landolfo Colonna, religioso italiano (n. 1250 - Roma, † 1331)

## Sceneggiatori(1)
- Leone Colonna, sceneggiatore italiano (Roma, n. 1952 - Amelia, † 1999)

## Scrittori(1)
- Pompeo Colonna, scrittore, poeta e librettista italiano (Roma, † 1661)

## Storici(1)
- Giovanni Colonna, storico italiano (Gallicano - Tivoli)

## Vescovi cattolici(1)
- Giacomo Colonna, vescovo cattolico italiano († 1341)

## Senza attività specificata(4)
- Giacomo Sciarra Colonna, cavaliere medievale italiano (Roma, n. 1270 - Modena, † 1329)
- Niccolò Colonna, italiano (Palestrina - Palestrina, † 1410)
- Pietro Colonna, cavaliere medievale e politico italiano (Roma, n. 1291 - Roma)
- Stefano Colonna il Giovane, cavaliere medievale italiano (Roma, † 1347)